# Dive Bomber
Dive Bomber is een Amerikaanse dramafilm uit 1941 onder regie van Michael Curtiz, met in de hoofdrollen Errol Flynn en Alexis Smith. De film is van belang vanwege de weergave in Technicolor van de gevechtsvliegtuigen waar de Amerikaanse marine niet veel later mee moest vechten (en die daarna snel vervangen werden) en van het vliegkampschip USS Enterprise, een van de beroemdste Amerikaanse oorlogsschepen van de Tweede Wereldoorlog, en bovendien als historisch document van de Verenigde Staten in het 1941 van vóór Pearl Harbour. 
Net als The Tanks Are Coming, ook van vóór Pearl Harbour en ook in Technicolor, is dit deels een propagandafilm, waarbij de strijdkrachten hun materieel kunnen tonen.  
De film was financieel een succes. Ze werd genomineerd voor een Oscar voor de kleurenfotografie, maar won deze niet.

## Verhaal
De verhaallijn betreft het vinden van een  oplossing voor het vliegen op grote hoogte, waar piloten tijdelijk hun gezichtsvermogen of bewustzijn verliezen.

## Rolverdeling
| Acteur           | Personage            |
| ---------------- | -------------------- |
| Errol Flynn      | Doug Lee             |
| Fred MacMurray   | Joe Blake            |
| Ralph Bellamy    | Lance Rogers         |
| Alexis Smith     | Linda Fisher         |
| Robert Armstrong | Art Lyons            |
| Regis Toomey     | Tim Griffin          |
| Allen Jenkins    | James                |
| Craig Stevens    | John Thomas Anthony  |
| Herbert Anderson | Chubby               |
| Moroni Olsen     | Chirurg in San Diego |
| Dennie Moore     | Mevrouw James        |
| Louis Jean Heydt | Swede Larson         |
| Cliff Nazarro    | Corpsman             |